# Bolívia hívójelkörzetei
Bolívia hívójelkörzetei az ország megyehatáraihoz igazodnak. Egy hívójelkörzetbe egy megye tartozik.
Bolívia számára az ITU a CP hívójelprefixet jelölte ki.

## Bolívia hívójelkörzetei[1][2][3]
| Prefix | Körzet | Hely/jelleg         | ITU zóna | CQ zóna |
| ------ | ------ | ------------------- | -------- | ------- |
| CP     | 0      | Speciális állomások | 12, 14   | 10      |
| CP     | 1      | La Paz              | 12, 14   | 10      |
| CP     | 2      | Chuquisaca          | 14       | 10      |
| CP     | 3      | Oruro               | 14       | 10      |
| CP     | 4      | Potosí              | 14       | 10      |
| CP     | 5      | Cochabamba          | 14       | 10      |
| CP     | 6      | Santa Cruz          | 14       | 10      |
| CP     | 7      | Tarija              | 14       | 10      |
| CP     | 8      | Beni                | 12       | 10      |
| CP     | 9      | Pando               | 12       | 10      |

## Lajstromjel
Vízi és légi járművek lajstromjelezéséhez a CP prefixet használják.